# Roeselia argyria
Roeselia argyria är en fjärilsart som beskrevs av George Francis Hampson 1894. Roeselia argyria ingår i släktet Roeselia och familjen trågspinnare. Inga underarter finns listade.